# Сурож (портвейн)
Портвейн белый Сурож — марочное белое креплёное вино. Единственный производитель — ГК НПАО «Массандра» в Крыму. Место изготовления — совхоз-завод «Судак».

## История
Портвейн белый Сурож изготавливается с 1936 года. До этого времени оно было известно как "Портвейн «Су-Даг».
Согласно официальной версии свое название оно получило от древнерусского имени города Судак — Сурож. Лучшими микрорайонами для изготовления портвейна считаются долины Судакского района.
Именно здесь произрастает аборигенный сорт винограда Кокур белый, используемый для выработки портвейна Сурож. Сбор урожая производится не ранее, чем в гроздьях накопится 18 % сахара. Кокур составляет 85—95 % всего объёма сырья, остальное составляют белые, розовые и красные сорта: Зерва, Занд, Шабаш.

## Базовые характеристики
Портвейн белый Сурож — крепкое вино 3-летней выдержки. В готовом вине содержится:
- спирт — 17,5 % об.
- сахар — 9,5 г на 100 см³
- кислоты — 3—7 г/дм³

Выдержанный в дубовой таре в подвалах винодельни Судака, портвейн приобретает золотистый оттенок и устойчивый букет. Вкус мягкий, гармоничный, сочетающий плодово-медовые тона и токайские ноты.

## Награды
Высокое качество вина было подтверждено в 1970 году. На международном конкурсе в Ялте портвейн белый Сурож завоевал золотую медаль.